# Johann Caspar von Kerll

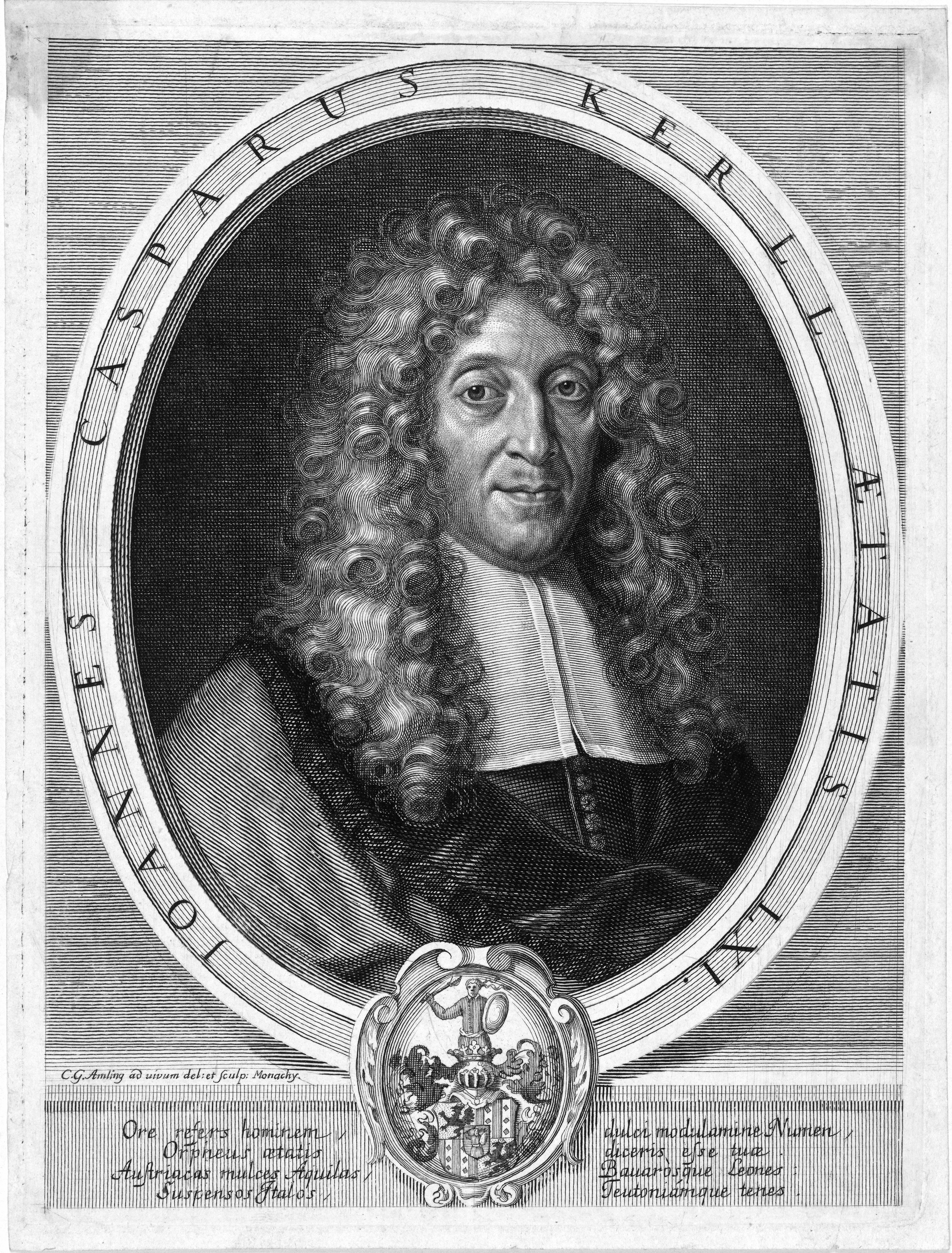
Johann Caspar von Kerll, Kupferstich, etwa 1680

Johann Caspar von Kerll (auch Hanß Caspar, Kerll, Kerl, Kherl, Kerle, Gherl, * 9. April 1627 in Adorf; † 13. Februar 1693 in München) war ein deutscher Organist, Cembalist und Komponist. Obwohl zu seiner Zeit einer der bekanntesten Komponisten und besten Lehrer, wird seine Musik heute selten gespielt.

## Leben
Der Sohn des Orgelbauers und Organisten Caspar Kerll und seiner Frau Catharina, geb. Hendel, erhielt vermutlich den ersten Unterricht durch seinen Vater. Dieser wirkte an der Michaeliskirche in Adorf, deren Orgel er zusammen mit Jacob Schedlich baute. Die weitere Ausbildung führte ihn nach Wien und Rom (um 1645 bis 1649), wo er bei Giacomo Carissimi und vielleicht auch bei Johann Jakob Froberger studierte. Vermutlich zu dieser Zeit ist er auch zum katholischen Glauben übergetreten, eine wichtige Voraussetzung für seinen weiteren Werdegang im süddeutsch-österreichischen Raum. Ob er danach eine Stelle als Hoforganist in Brüssel angetreten hat, ist fraglich. Von 1656 bis 1674 war er Leiter der Hofkapelle und des Opernhauses am Salvatorplatz in München. Danach ging er nach Wien und wirkte dort als Hoforganist, Organist am Stephansdom und als Lehrer für Tasteninstrumente. 1683 oder 1684 kehrte er nach München zurück. Über diese Zeit ist nichts weiter bekannt, begraben wurde er in der Augustinerkirche am 16. Februar 1693 (heute: Deutsches Jagd- und Fischereimuseum). Die Grabstelle ist nicht mehr vorhanden.
Er wurde am 1. März 1664 von Kaiser Leopold I. in Regensburg in den Ritterstand erhoben. Mit dem 17. Mai 1668 wurde ihm und seinen Nachkommen ein Ritterlehen (6000 fl.) verschrieben. Kerll heiratete am 14. Mai 1657 Anna Catharina Egermayer, die 1682 in Wien vermutlich an der Pest starb. Aus dieser Ehe stammen acht Kinder. Seine zweite Ehe schloss er mit Kunigunde Hilaris.
Kerll schuf geistliche Vokalmusik, darunter etwa 15 Messen, und etliche Opern von denen allerdings nur eine, ein Jesuitendrama, erhalten ist; darüber hinaus komponierte er zahlreiche Werke der Instrumentalmusik, besonders bedeutend sind seine Kompositionen für Tasteninstrumente, in welchen er sich auf dem Höhepunkt der damaligen Entwicklung zeigte. Seine oft virtuose Orgel- und Cembalomusik war stark von der italienischen Musik beeinflusst.

## Werke

### Zu Lebzeiten im Druck erschienene Werke

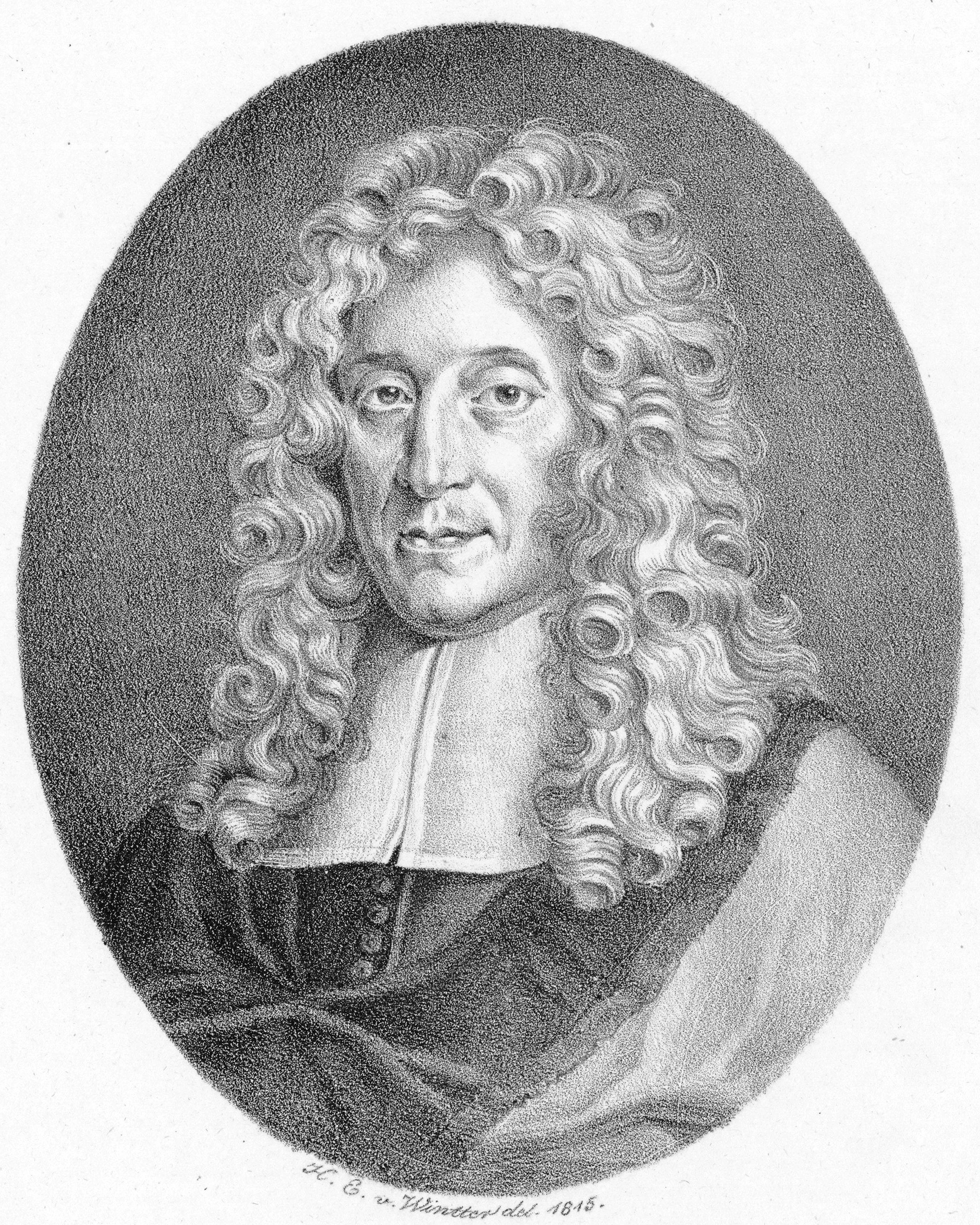
Johann Caspar von Kerll, Kupferstich, 1815

- DELECTVS SACRARVM CANTIONVM A II. III. IV. V. Vocibus, cum adjunctis Instrumentis. OPVS PRIMVM. Auctore JOHANNE CASPARO KERLL, München 1669 (Johann Jäcklin)
- MODVLATIO ORGANICA SVPER MAGNIFICAT OCTO ECCLESIASTICIS TONIS RESPONDENS. A IOAN:CASPARO KERLL. Ex omnifario Artificii Musici Genere concinnata, München 1686 (Michael Wening)
- Hoc Opus, Hic Labor. MISSAE SEX A IV. V. VI. Vocibus, cum Instrumentis concertantibus, & vocibus in Ripieno, Adjunctâ unâ pro Defunctis cum seq:[uentia] Dies irae CONSECRATAE LEOPOLDO I. IMPERATORI AVCTORE JOANNE CASPARO KERLL, München 1686 (Johannes Jäcklin)

1. Missa non sine quare
2. Missa Patientiae & spei
3. Missa SS. Innocentium
4. Missa Corona Virginum in trino & uno
5. Missa in fletu solatium
6. Missa Renovationis
7. Missa pro Defunctis

### Handschriftlich überlieferte Werke
- Missa Nigra
- Missa Superba
- Missa cuius Toni
- Missa Quasi modo Genita
- Missa a 3 Chori
- Offertorien

1. Angelorum esca
2. Exsultent justi
3. Justus ut palma
4. Quemadmodum desiderat cervus
5. Stetit Angelus
6. Tota pulchra es Maria
7. Triumphate sidera

- Magnificat in A (vierstimmig)
- Magnificat (sechsstimmig)
- Laudate pueri

### Verlorengegangene/verschollene Werke
- Missa Imperialis
- Miserere mei deus

## Diskografie
- Missa Nigra für Soli, Chor und Orchester sowie Delectus sacrarum Cantionum (Ausschnitte). orpheus chor münchen, Neue Hofkapelle München, Gerd Guglhör, Dirigent. Label Oehms Classic

- Missa in fletu solatium obsidionis Viennensis – Die Osmanen vor Wien 1683 sowie Sonata, Ama cor meum, Triumphate sidera, Passacaglia in d, Tota pulchra es Maria, Canzona, Admiramini fideles, Angelorum esca. Johann Rosenmüller Ensemble, Arno Paduch, Dirigent. Label Christophorus

- Missa „Non Sine Quare“ und Missa Renovationis. Anna Moritz, Dorothea Wagner, Alexander Schneider, Clemens Volkmar und andere, Knabenchor Dresden am Heinrich-Schütz-Konservatorium, Matthias Jung, Dirigent. Label Cantate

- Missa „Non Sine Quare“. La Risonanza, Fabio Bonizzoni, Orgel und Leitung. Label Pan

- Missa pro defunctis. Ricercar Consort; Capella Sancti Michaelis, Dirigent Erik van Nevel. Label Ricercar

- Orgelwerke – Toccata con il pedali in F, Aria con variazioni in d, Ricercata in cylindrum phonotacticum transferenda, Versi im 1. und 2. Ton, Scaramuza, Ciaccona in C, Battaglia, Fünf Canzonen, Passacaglia in d, Variationi Schmidt in C, Toccata im 1. Ton, Präludium im 1. Ton. Léon Berben an der Balthasar-König-Orgel der Klosterkirche St. Leodegar in Niederehe/Rheinland-Pfalz. Label Aeolus

- Orgelwerke – Sämtliche freien Orgelwerke – Toccaten, Canzonen, Ciaccona, Capriccios, Passacaglia, Battaglia. Joseph Kelemen an der Egedacher-Orgel von 1708 im Stift Schlägl/Österreich. Label Oehms Classic

- Orgelwerke – Sämtliche freien Orgelwerke – Toccaten Nr. 1–8, Canzonen Nr. 1–6, Ciaccona, Capriccio sopra il cucu, Passacaglia, Ricercata, Battaglia. Wolfgang Kogert an der Wöckherl-Orgel der Franziskanerkirche (Wien). Label NCA

- Delectus Sacrarum Cantionum (Auszüge). Die Gruppe für Alte Musik München, Martin Zöbeley, Dirigent. Label Ars Musici

- Sämtliche Werke für Tasteninstrumente Vol. 1 – Toccaten Nr. 1–8, Canzonen Nr. 1–6, Ricercata, Passacaclia, Capriccio sopra il Cucu, Battaglia, Ciaccona. Bernhard Billeter, Orgel der Klosterkirche in Rheinau (Schweiz) und Clavichord. Label Motette

- Sämtliche Werke für Tasteninstrumente Vol. 2 – Modulatio organica, Suiten in G, D, F, a. Bernhard Billeter, Orgel der Klosterkirche in Rheinau (Schweiz) und Clavichord. Label Motette